# 4-Méthylheptane
Le 4-méthylheptane est un hydrocarbure saturé de la famille des alcanes de formule C8H18. Il est un des dix-huit isomères de l'octane. Sa forme à température et pression ambiantes est un liquide très inflammable. 
Pour voir la liste détaillée de ses autres isomères structuraux, cliquez ici. 